# Frank Itt

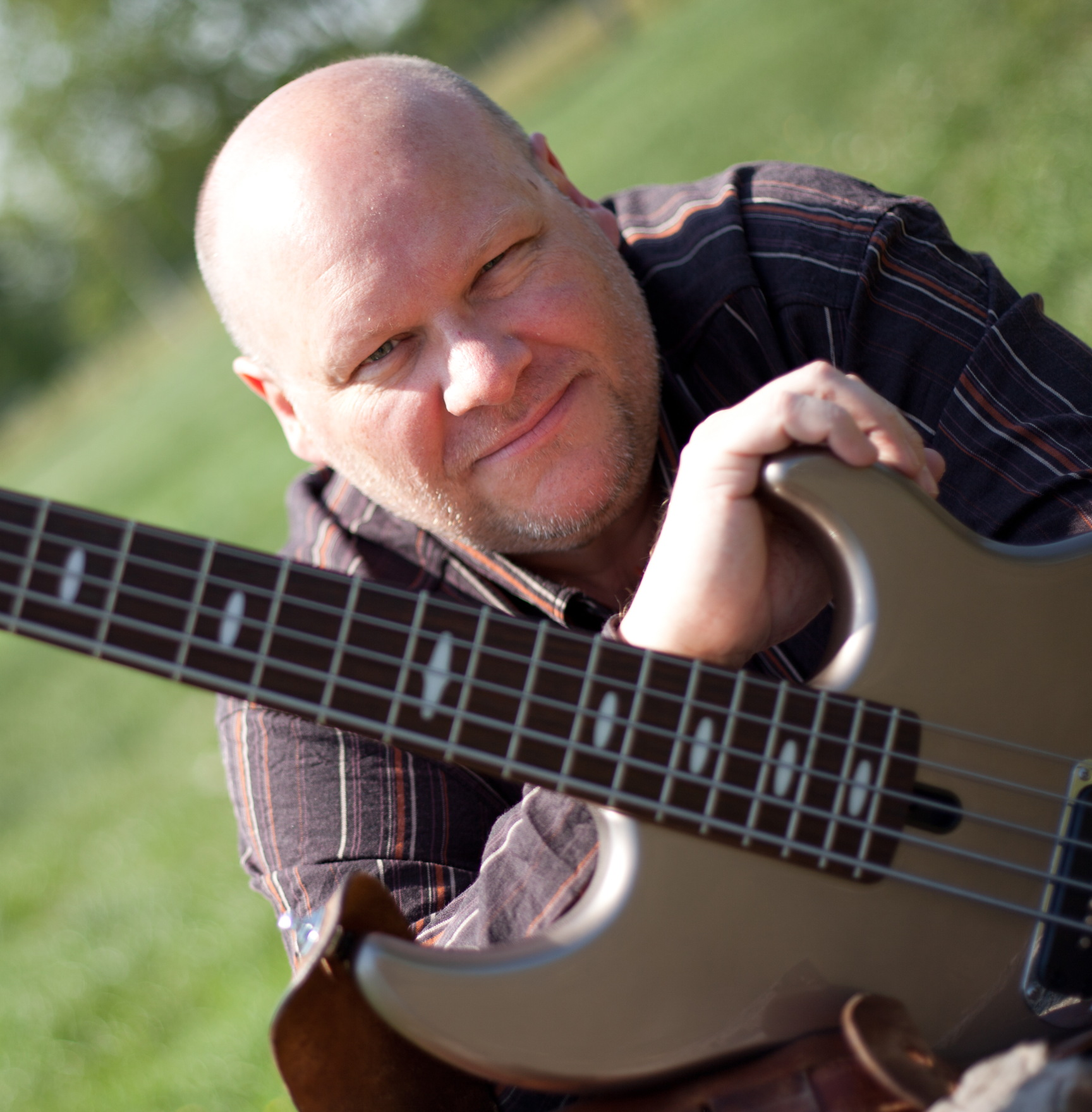
Frank Itt

Frank Itt (* 1960 in Gedern, Hessen) ist ein deutscher Bassist, Musikproduzent, Autor und Dozent.

## Leben
Frank Itt begann  im Alter von 18 Jahren und als Autodidakt mit dem Bassspiel. Sein erstes professionelles Engagement bekam er (als Nachfolger von Kai Eckhardt-Karpeh) bei der Frankfurter Jazz-Rock-Formation „Leaf“ unter der Leitung von Georg Crostewitz. Gleichzeitig entwickelte sich seine Band The Touch mit dem Sänger Terence Trent D’Arby sehr erfolgreich (Erster Preis der Deutschen Phono-Akademie, 1983). Sein Studium des Ingenieurwesens der Elektrotechnik an der TH Darmstadt gab er zugunsten der Musikerkarriere auf. Ein Angebot von Jennifer Rush (1986) war der Auftakt einer Laufbahn.
Es folgten Tourneen mit u. a. Howard Carpendale, Al Bano & Romina Power, Michael Sagmeister Quartett, Jasper van’t Hofs Pili Pili, Till Brönner, Matthias Reim, Lotto King Karl, Grooveminister, Jule Neigel Band, Marcus Deml’s Errorhead, The Real Groove Band, Electric Outlet, 3erGezimmer, Takashi’s Penta Blue.
Mit Bands wie Lotto King Karl, Jasper van’t Hofs Pili Pili, Marcus Deml's Errorhead, Electric Outlet, The Real Groove Band, Der Bote oder This Way Up war und ist er auch als Produzent tätig.
Ein weiteres musikalisches Betätigungsfeld ist seine Arbeit als Dozent und Bandcoach. Er ist Dozent und Chief of Department des Fachbereichs „Bass“ seit Bestehen der Popakademie Baden-Württemberg in Mannheim (2003). Neben der Arbeit als Dozent vieler Workshops und Bandcamps, besonders in der musikalischen Nachwuchsförderung.

## Veröffentlichungen
- Thumbgames, AMA-Verlag, Brühl 1995, ISBN 978-3-927190-50-4

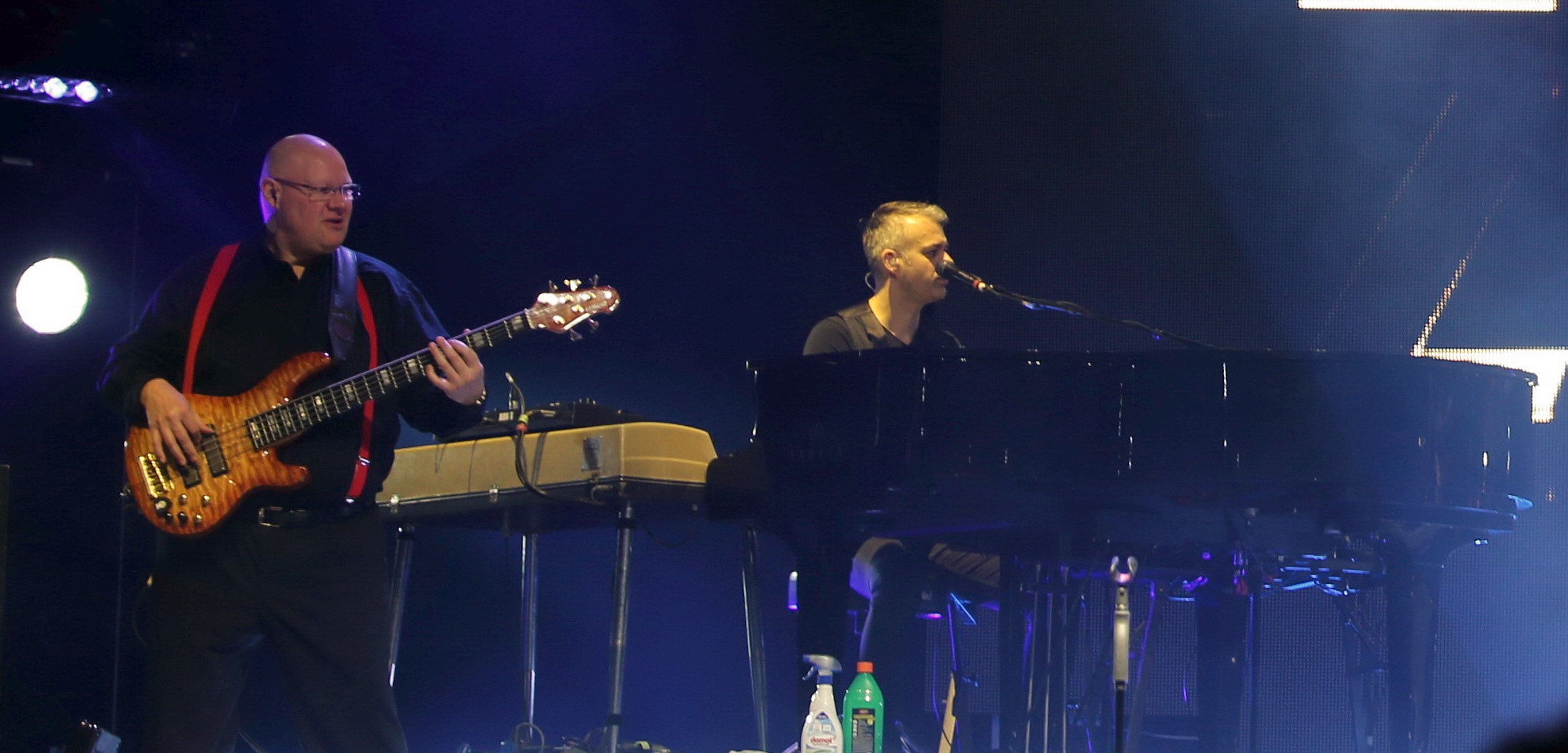
Frank Itt in der Band von Howard Carpendale im Februar 2016 am Bass

## CD-Veröffentlichungen (Auszug)
The Touch
- 1983: Get Up and Run (Single, zusätzliche VÖs 1984 und 1985)
- 1984: Love on Time (EP)
- 1989: Early Works (Album, Polydor)

Jennifer Rush
- 1984 Ring of Ice (CBS)

Die Ärzte
- 1985 Zu Spät – Maxi Version (CBS)

Michael Sagmeister Quartett
- 1993 Motions and Emotions (Bell Records)

Pili Pili
- 1994 Boogaloo (Jaro Medien)

Jim Jam
- 1995 Dance Jazz Live (Jaro Medien)

Lotto King Karl
- 1998 Ich mag Müll (Titel auf dem Sampler Ernie, Bert, Hip Hop & Co.)
- 1999 Die alte S-Klasse (Album)
- 2000 Bier her now (Album)
- 2001 Das geheime Tagebuch des Dieter B. (Album)
- 2001 Wieder im Ballbesitz (EP)
- 2001 Das HSV-Album (Album)
- 2001 Rotverschiebung (Album)
- 2002 Nichts als dem Wahrheit (Modern System/Single)
- 2004 Aus Liebe zum Spiel (Album)
- 2004 Keine Grenzen – Keine Zäune (Maxi-CD, aus einem Werbespot für Berentzen)
- 2006 Ikarus (Album)

Howard Carpendale

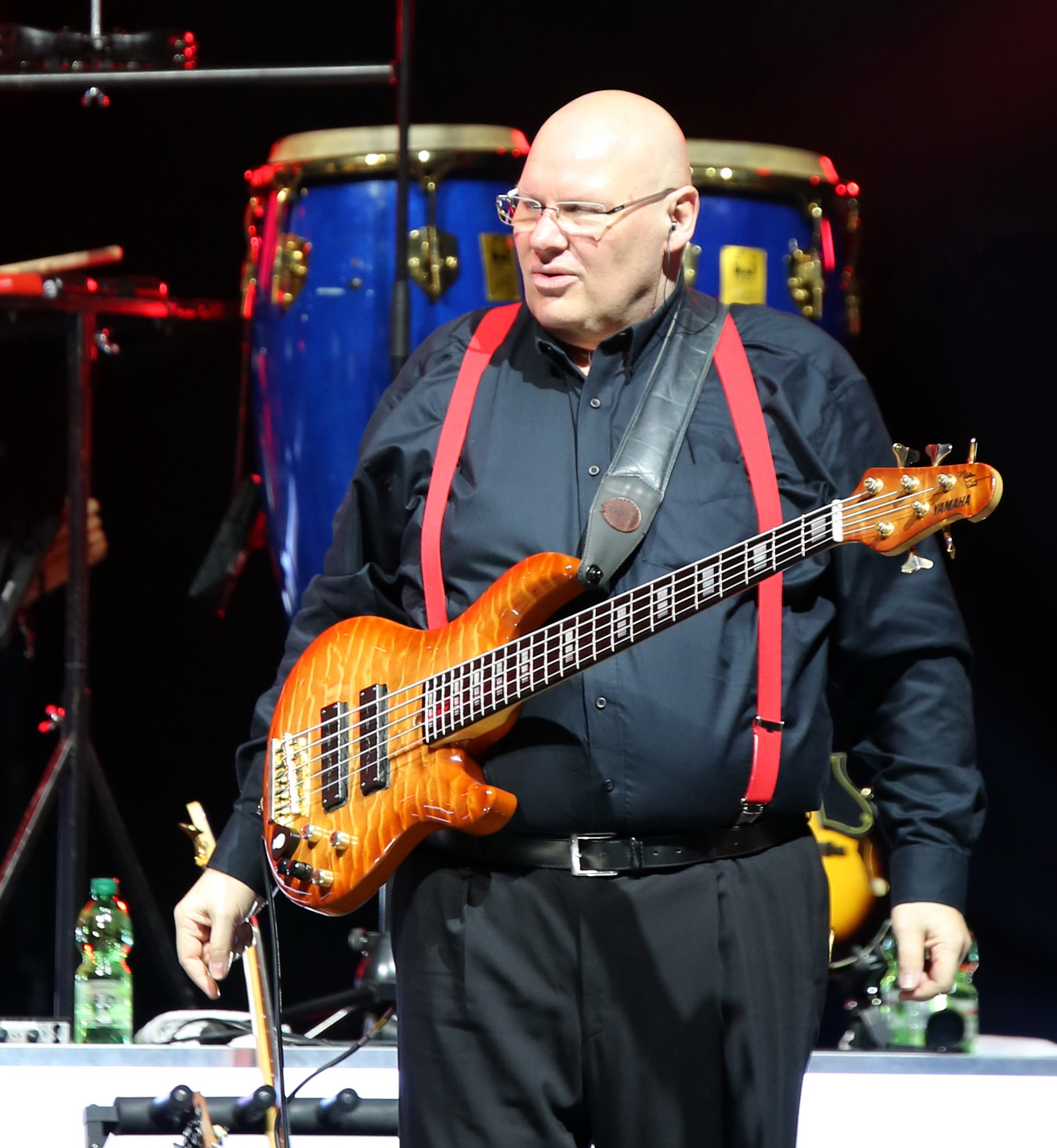
Frank Itt in der Band von Howard Carpendale im Februar 2016

- 2001 Alles OK – Live in Concert (Polydor)
- 2004 Das Finale – Live (Koch-Records)
- 2008 20:10 – Live (Koch-Records)

Jule Neigel
- 1998 Alles (BMG)

Errorhead
- 2004 ErrorRhythm (Nepomuk-Music)
- 2008 Modern Hippie (Lion Music)
- 2010 Live (Nepomuk-Music)
- 2012 Organic Pill (Rock the Earth)
- 2014 Evolution (Lighthouse Records)

Electric Outlet
- 2006 On! (Lion Music)